# Hannu Takkula
Hannu Takkula (ur. 20 listopada 1963 w Ristijärvi) – fiński polityk, były poseł do Eduskunty, deputowany do Parlamentu Europejskiego VI, VII i VIII kadencji, członek Europejskiego Trybunału Obrachunkowego.

## Życiorys
Ukończył w 1993 pedagogikę na Uniwersytecie Lapońskim. W latach 80. pracował w branży muzycznej (wydał album Karavaani), był później dziennikarzem i redaktorem naczelnym stacji radiowej w Rovaniemi, a także nauczycielem w szkole publicznej.
Należy do Partii Centrum. W 1995 został z jej listy wybrany do Eduskunty, mandat posła sprawował przez dziewięć lat, przez rok reprezentował parlament w Zgromadzeniu Parlamentarnym Rady Europy.
W 2004 został deputowanym do PE, w VI kadencji należał do frakcji ALDE. Brał udział w pracach Komisji Budżetowej oraz delegacji ds. współpracy Unii Europejskiej z Australią i Nową Zelandią, był wiceprzewodniczącym Komisji Edukacji i Kultury. W wyborach europejskich w 2009 skutecznie ubiegał się o reelekcję. W 2015 bez powodzenia kandydował do Eduskunty, 27 kwietnia tegoż roku powrócił natomiast do PE, zastępując Olliego Rehna. Z Europarlamentu odszedł w 2018 w związku z powołaniem w skład Europejskiego Trybunału Obrachunkowego (na kadencję 2018–2024).